# Isola del Piano
Isola del Piano é uma comuna italiana da região dos Marche, Província de Pesaro e Urbino, com cerca de 665 habitantes. Estende-se por uma área de 23 km², tendo uma densidade populacional de 29 hab/km². Faz fronteira com Fossombrone, Montefelcino, Urbino.